# Osarkowate
Osarkowate (Leucospidae) – rodzina błonkówek z nadrodziny bleskotek.

## Zasięg występowania
Przedstawiciele tej rodziny występują na całym świecie.
W Polsce stwierdzono 1 gatunek.

## Budowa ciała
Osiągają 4-17 mm długości. Ciało masywne. Pokładełko zwykle długie i zakrzywione do góry i ku przodowi. Uda tylnej pary nóg silnie rozdęte z ząbkowaniem od spodu. Skrzydła w czasie spoczynku złożone wzdłuż ciała.
Ubarwienie zazwyczaj czarne z kontrastowymi, żółtymi lub czerwonymi elementami.

## Boiologia i ekologia
Osarkowate są zewnętrznymi parazytoidami żądłówek z nadrodzin pszczół i os. Zwykle atakują pszczoły samotnice, rzadziej zaś osy. Okazjonalnie żerują również na larwach gąsieniczników. Imago żywią się pyłkiem kwiatów. 
Samice składają jaja na postaciach preimaginalnych żywicieli lub w ich pobliżu. Larwy pierwszego stadium rozwojowego nie rozpoczynają żerowania od razu, lecz przeszukują komórkę gniazdową zaatakowanego owada w poszukiwaniu innych, konkurujących z nią larw swojego gatunku, tylko jedna z nich przeżywa i żeruje zewnętrznie na swoim żywicielu, wysysając płyny z jego ciała.

## Systematyka
Do osarkowatych zaliczanych jest około 130 gatunków i 4 rodzaje:
- Leucospis
- Micrapion
- Neleucospis
- Polistomorpha